# Sartana dans la vallée des vautours
Pour les articles homonymes, voir Sartana.
Pour plus de détails, voir Fiche technique et Distribution.
Sartana dans la vallée des vautours (Sartana nella valle degli avvoltoi) est un western spaghetti italien sorti en 1970, réalisé par Roberto Mauri. Comme c'était la pratique dans ces années-là, le nom de Sartana est inséré dans le titre sans que l'intrigue fasse partie de la « série canonique » de ses aventures.

## Synopsis
Lee Calloway, dit Sartana, aide quelques bandits de la famille Douglas à sortir de prison, comptant sur une part de leur butin : de l'or volé à l'armée. Mais les membres de la famille Douglas ont quelques réticences à lui partager quoi que ce soit. Sartana se retrouve armé, mais seul contre les membres de la famille, pour une lutte à qui s'endormira le premier. Sauvé par une diligence, il est accueilli par une veuve propriétaire d'un ranch. Au matin, celle-ci décide de récupérer la prime qui est sur sa tête. Bien mal lui en prend. La finale est une bagarre où Sartana récupère le coffre rempli d'or et où l'armée arrive après la bataille. Elle lui laisse le profit de l'or mais récupère un document stratégique aussi contenu dans le coffre.

## Fiche technique
- Titre : Sartana dans la vallée des vautours
- Titre original italien : Sartana nella valle degli avvoltoi
- Genre : western spaghetti
- Réalisateur : Roberto Mauri
- Scénario : Roberto Mauri
- Production : Enzo Boetani pour Victor Produzioni Cinematografiche
- Photographie : Sandro Mancori
- Montage : Adriano Tagliavia
- Musique : Augusto Martelli
- Décors : Fabrizio Frisardi
- Maquillage : Lucia La Porta
- Année de sortie : 1970
- Durée : 95 minutes
- Format d'image : 2.35:1
- Langue : italien
- Pays :  Italie
- Distribution en Italie : Magna Cinematografica
- Date de sortie en salle en France : 11 janvier 1973[2]

## Distribution
- William Berger : Lee Calloway dit Sartana
- Wayde Preston : Anthony Douglas
- Aldo Berti : George Douglas
- Carlo Giordana : Slim Douglas
- Franco De Rosa : Peter Douglas
- Luciano Pigozzi (sous le pseudo d'Alan Collins) : Paco
- Pamela Tudor : Esther, la propriétaire du ranch
- Jolanda Modio : Juanita
- Betsy Bell : la chanteuse au saloon
- Josiane Marie Tanzilli : Carmencita
- Claudio Aponte
- Gaetano Imbró
- Franco Ressel (non crédité) : Norton
- Bruno Arié (non crédité) : un pistolero avec les Douglas